# 남가로
남가로(Namga-ro)는 경기도 남양주시 진접읍 내곡리 내곡교차로와 경기도 가평군 청평면 대성리 대성교차로를 잇는 도로이다. 진건오남로와 접속하는 교차로와 지둔교차로 사이의 구간은 도로가 개설되어있지 않으며, 다른 도로로 우회하여야 한다.

## 주요 경유지
경기도
- 남양주시 (진접읍 • 오남읍 • 수동면) / 가평군 (청평면)

## 노선
| 이름                     | 접속 노선                                             | 소재지        | 소재지        | 소재지        | 비고                         |
| 덕내로와 직결            | 덕내로와 직결                                         | 덕내로와 직결 | 덕내로와 직결 | 덕내로와 직결 | 덕내로와 직결                |
| ------------------------ | ----------------------------------------------------- | ------------- | ------------- | ------------- | ---------------------------- |
| 내곡교차로               | 국가지원지방도 제98호선 (금강로)                      | 경기도        | 남양주시      | 진접읍        | 국가지원지방도 제98호선 구간 |
| 내곡대교                 |                                                       | 경기도        | 남양주시      | 진접읍        | 국가지원지방도 제98호선 구간 |
| 연평 나들목              | 국도 제47호선 (도로명 없음)                           | 경기도        | 남양주시      | 진접읍        | 국가지원지방도 제98호선 구간 |
| 동연평교차로             | 국가지원지방도 제86호선 (양진로)                      | 경기도        | 남양주시      | 진접읍        | 국가지원지방도 제98호선 구간 |
| (이름 없음)              | 남가로131번길                                         | 경기도        | 남양주시      | 진접읍        | 국가지원지방도 제98호선 구간 |
| 생태터널                 |                                                       | 경기도        | 남양주시      | 오남읍        | 국가지원지방도 제98호선 구간 |
| (이름 없음)              | 양지로281번길                                         | 경기도        | 남양주시      | 오남읍        | 국가지원지방도 제98호선 구간 |
| (이름없는 교량)          |                                                       | 경기도        | 남양주시      | 오남읍        | 국가지원지방도 제98호선 구간 |
| (이름 없음)              | 양지로삭다니2길                                       | 경기도        | 남양주시      | 오남읍        | 국가지원지방도 제98호선 구간 |
| (이름없는 교량)          |                                                       | 경기도        | 남양주시      | 오남읍        | 국가지원지방도 제98호선 구간 |
| 양지1교차로              | 양지로                                                | 경기도        | 남양주시      | 오남읍        | 국가지원지방도 제98호선 구간 |
| (이름없는 교량)          |                                                       | 경기도        | 남양주시      | 오남읍        | 국가지원지방도 제98호선 구간 |
| (이름 없음)              | 양지로46번길                                          | 경기도        | 남양주시      | 오남읍        | 국가지원지방도 제98호선 구간 |
| 오남1교차로              | 지방도 제383호선 국가지원지방도 제98호선 (진건오남로) | 경기도        | 남양주시      | 오남읍        | 국가지원지방도 제98호선 구간 |
| 오남터널                 |                                                       | 경기도        | 남양주시      | 오남읍        | 국가지원지방도 제98호선 구간 |
| (이름없는 교량)          |                                                       | 경기도        | 남양주시      | 오남읍        | 국가지원지방도 제98호선 구간 |
| (이름없는 교량)          |                                                       | 경기도        | 남양주시      | 오남읍        | 국가지원지방도 제98호선 구간 |
| 수동터널                 |                                                       | 경기도        | 남양주시      | 오남읍        | 국가지원지방도 제98호선 구간 |
|                          | 수동면                                                | 경기도        | 남양주시      |               | 국가지원지방도 제98호선 구간 |
| (이름없는 교량)          |                                                       | 경기도        | 남양주시      |               | 국가지원지방도 제98호선 구간 |
| 지둔교차로               | 지둔로                                                | 경기도        | 남양주시      |               | 국가지원지방도 제98호선 구간 |
| (이름없는 교량)          |                                                       | 경기도        | 남양주시      |               | 국가지원지방도 제98호선 구간 |
| (이름 없음)              | 지둔로                                                | 경기도        | 남양주시      |               | 국가지원지방도 제98호선 구간 |
| (이름없는 교량)          |                                                       | 경기도        | 남양주시      |               | 국가지원지방도 제98호선 구간 |
| (이름 없음)              |                                                       | 경기도        | 남양주시      |               | 국가지원지방도 제98호선 구간 |
| (이름 없음)              | 남가로1495번길                                        | 경기도        | 남양주시      |               | 국가지원지방도 제98호선 구간 |
| 운수교차로               | 지방도 제387호선 (비룡로)                             | 경기도        | 남양주시      |               | 국가지원지방도 제98호선 구간 |
| 수동 나들목              | 400호선 수도권제2순환고속도로                         | 경기도        | 남양주시      |               | 국가지원지방도 제98호선 구간 |
| 온유유업주유소           |                                                       | 경기도        | 남양주시      |               | 국가지원지방도 제98호선 구간 |
| (이름 없음)              | 비룡로742번길                                         | 경기도        | 남양주시      |               | 국가지원지방도 제98호선 구간 |
| (이름 없음)              | 비룡로586번길 남가로1605번길 남가로1607번길           | 경기도        | 남양주시      |               | 국가지원지방도 제98호선 구간 |
| (이름 없음)              |                                                       | 경기도        | 남양주시      |               | 국가지원지방도 제98호선 구간 |
| (이름 없음)              | 남가로1607번길 소래비로416번길                        | 경기도        | 남양주시      |               | 국가지원지방도 제98호선 구간 |
| 삼천리연수원             |                                                       | 경기도        | 남양주시      |               | 국가지원지방도 제98호선 구간 |
| 신촌교                   |                                                       | 경기도        | 남양주시      |               | 국가지원지방도 제98호선 구간 |
| (이름 없음)              | 남가로1674번길                                        | 경기도        | 남양주시      |               | 국가지원지방도 제98호선 구간 |
| (이름 없음)              |                                                       | 경기도        | 남양주시      |               | 국가지원지방도 제98호선 구간 |
| 입석1리경로당            |                                                       | 경기도        | 남양주시      |               | 국가지원지방도 제98호선 구간 |
| (이름 없음)              |                                                       | 경기도        | 남양주시      |               | 국가지원지방도 제98호선 구간 |
| (이름 없음)              |                                                       | 경기도        | 남양주시      |               | 국가지원지방도 제98호선 구간 |
| (이름 없음)              | 모꼬지로                                              | 경기도        | 남양주시      |               | 국가지원지방도 제98호선 구간 |
| (이름 없음)              |                                                       | 경기도        | 가평군        | 청평면        | 국가지원지방도 제98호선 구간 |
| 오류동1교                |                                                       | 경기도        | 가평군        | 청평면        | 국가지원지방도 제98호선 구간 |
| (이름 없음)              | 오리동길                                              | 경기도        | 가평군        | 청평면        | 국가지원지방도 제98호선 구간 |
| (이름 없음)              |                                                       | 경기도        | 가평군        | 청평면        | 국가지원지방도 제98호선 구간 |
| 유선전금련권서기념수양관 |                                                       | 경기도        | 가평군        | 청평면        | 국가지원지방도 제98호선 구간 |
| 대성터널                 |                                                       | 경기도        | 가평군        | 청평면        | 국가지원지방도 제98호선 구간 |
| 대성3교                  |                                                       | 경기도        | 가평군        | 청평면        | 국가지원지방도 제98호선 구간 |
| (이름 없음)              |                                                       | 경기도        | 가평군        | 청평면        | 국가지원지방도 제98호선 구간 |
| 대성2리마을회관          |                                                       | 경기도        | 가평군        | 청평면        | 국가지원지방도 제98호선 구간 |
| 대성교차로               | 국도 제46호선 (경춘로)                                | 경기도        | 가평군        | 청평면        | 국가지원지방도 제98호선 구간 |

## 주요 건물 및 시설
- 삼천리연수원 (경기도 남양주시 수동면 남가로 1663)
- 입석1리경로당 (경기도 남양주시 수동면 남가로 1721)
- 유선전금련권서기념수양관 (경기도 가평군 청평면 남가로 1939-15)
- 대성2리마을회관 (경기도 가평군 청평면 남가로 2065)